# Ван Наньчжэнь
Ван Наньчжэнь (ранее Ван Шиюань; кит. трад. 王南珍; 27 ноября 1911, Исин, Цзянсу — 1992) — китайский баскетболист и тренер, футбольный судья. Участник летних Олимпийских игр 1936 года.

## Биография
Ван Наньчжэнь родился 27 ноября 1911 года в уезде Исин в империи Цин (сейчас китайский городской уезд городского округа Уси провинции Цзянсу).
Ещё во время учёбы в школе получил приглашение в баскетбольную команду Шанхая, за которую впоследствии выступал, в течение нескольких лет был её капитаном.
В 1936 году вошёл в состав сборной Китая по баскетболу на летних Олимпийских играх в Берлине, занявшей 16-е место. Провёл 4 матча.
В 1937 году окончил Цзинаньский университет в Гуанчжоу.
Работал тренером в Цзинаньском, Фуданьском и Тунцзинском университетах. Был одним из основоположников кафедры физического воспитания Шанхайского педагогического университета.
В 1957 году стал одним из первых китайских футбольных судей, включённых в список ФИФА.
Был членом Китайской демократической лиги, одной из второстепенных партий в стране.
Умер в 1992 году после продолжительной болезни.